# Киселёвская сельская община
Киселёвская сельская общи́на (укр. Киселівська сільська громада) — территориальная община в Черниговском районе Черниговской области Украины. Административный центр — село Киселёвка.
Население — 5 499 человек. Площадь — 269,9 км².
Количество учреждений, оказывающих первичную медицинскую помощь — 9.

## История
Киселёвская сельская община была создана 11 сентября 2019 года путём объединения Боромыкского и Киселёвского сельсоветов Черниговского района.
12 июня 2020 года в состав общины вошли территории Вознесенского, Петрушинского и Тереховского сельсоветов Черниговского района.
17 июля 2020 года община вошла в состав нового Черниговского района.

## География
Община граничит с Черниговской (город Чернигов), Новобелоусской, Репкинской, Тупичевской, Седневской, Березанской, Куликовской, Ивановской общинами. Реки: Десна, Замглай, Снов.

## Населённые пункты
- Березанка
- Боромыки
- Брусилов
- Вознесенское
- Киселёвка
- Кобылянка
- Малиновка
- Моргуличи
- Новосёловка
- Петрово
- Петрушин
- Сновянка
- Стасы
- Тереховка
- Толстолес